# Splendrillia albicans
Splendrillia albicans é uma espécie de gastrópode do gênero Splendrillia, pertencente a família Drilliidae.